# Taqueado xadrez

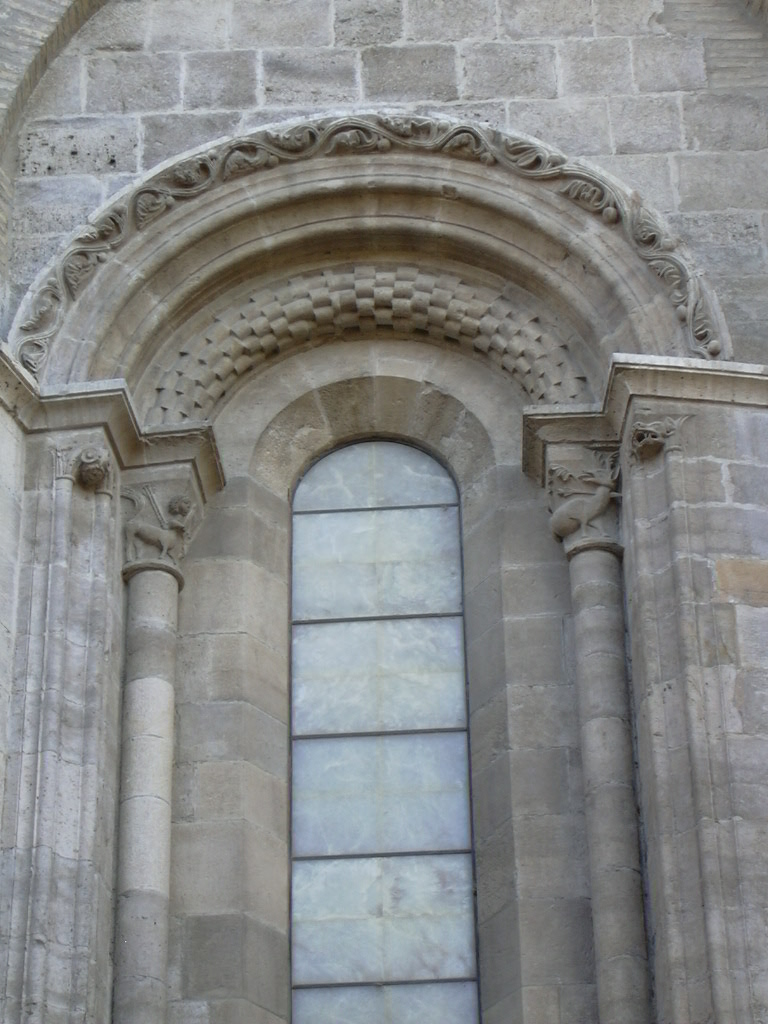
Taqueado axadrezado na janela da Catedral de Zaragoza.

O taqueado xadrez (ou taqueado axadrezado) é um tipo de ornamentação baseada em pequenos cilindros, que se pode encontrar em edifícios românicos.